# Giacomo Fauser
Giacomo Fauser (Novara 1892 -1971) fue un ingeniero y químico italiano. 
Es conocido por haber creado un método alterno para la síntesis industrial del amoniaco y el sulfato de amonio. Este proceso fue comercializado por la empresa Montecatini bajo el nombre de «proceso» "Fauser-Montecatini" .

## Sus patentes
- I.P. 198.374 (23 de abril de 1921) Aparato sistema Fauser para producir amoniaco sintético;
- I.P. 198.936 (14 de mayo de 1921) Electrolizador sistema Fauser para producir hidrógeno y oxígeno
- I.P. 234.814 (7 de noviembre de 1924) Proceso para oxidar amoniaco y producir ácido nítrico;
- I.P. 260.200 (14 de junio de 1927) Aparato para producir sales amoniacales.
- I.P. 267.076 (22 de febrero de 1928) Proceso para producir hidrógeno y azufre;
- I.P. 282.365 (13 de septiembre de 1929) Proceso para obtener la disociación (cracking) del metano;
- I.P. 288.632 (17 de marzo de 1930) Proceso para producir hidrógeno partiendo de micelas de gas conteniendo óxido de carbono;
- I.P. 298.148 (18 de abril de 1931) Proceso para producir sales de amonio;
- I.P. 304.524 (15 de enero de 1932) Proceso para preparar nitrato sódico y potásico;
- I.P. 330.253 (2 de febrero de 1934) Procedimiento para obtener una micela azo-hidrógeno por medio de la gasificación de carbono bajo presión;
- I.P. 334.820 (17 de septiembre de 1935) Procedimiento para obtener sulfato de potasio y de aluminio de la leucita;
- I.P. 395.926 (14 de febrero de 1942) Procedimiento electrotérmico para producir continuamente magnesio;
- I.P. 448.038 (23 de octubre de 1948) Reactor para síntesis a alta presión en medio líquido;
- I.P. 486.196 (11 de marzo de 1952) Proceso para producir urea;
- I.P. 492.741 (11 de julio de 1952) Procedimiento para producir hidrógeno y óxido de carbono de combustibles líquidos (oleos minerales pesados);
- I.P. 546.411 (24 de febrero de 1955) Separación de acetileno del gas de cracking del metano con solvente selectivo.

## Algunas publicaciones
- L’industria dell’ammoniaca sintetica in Italia, in Giornale di chimica industriale e applicata, VI (1924) p. 471-484;
- L’elettrolisi dell’acqua ad alta pressione, ibid. XI (1929) p. 6115-621;
- Contributo al processo per la produzione di ammoniaca sintetica, ibid. XIII (1931) p. 361-367;
- L’evoluzione dell’industria di azoto, ibid. XIV (1932) p. 615-621;
- La produzione di benzina e lubrificanti per idrogenazione catalitica sotto pressione, in La chimica e l’industria, XIX (1937) p. 113-122;
- L’ammoniaca sintetica e l’acido nitrico, in X Congresso internazionale di chimica, Roma 15-21 de mayo de 1938;
- La chimica in Italia, a cura di N. Parravano, Roma 1938, p. 135-145;
- Ammoniaca, in Enciclopedia Italiana, App. I, Roma 1938, p. 112-114; App. II, Roma 1948, p. 163 y sig.
- Progressi recenti nell’industria dell’ammoniaca sintetica, in La chimica e l’industria, XXXIII (1951) p. 193-204;
- Aspetti fondamentali dell’industria chimica moderna, ibid. XXXIX (1957) p. 165-178;
- Progressi recenti nella produzione di acetilene da idrocarburi, ibid. XLII (1960) p. 150-159;
- Ammoniaca, in Enciclopedia della chimica, I, Firenze 1972, p. 571-593 (con C. Nardini).